# Maurice Herriott
Maurice Herriott (Reino Unido, 8 de octubre de 1939) fue un atleta británico, especializado en la prueba de 3000 m obstáculos en la que llegó a ser subcampeón olímpico en 1964. Murió el 31 de mayo de 2023.

## Carrera deportiva
En los JJ. OO. de Tokio 1964 ganó la medalla de plata en los 3000 m obstáculos, con un tiempo de 8:32.4 segundos, tras el belga Gaston Roelants (oro con 8:30.8 segundos que fue récord olímpico) y por delante del soviético Ivan Belyayev (bronce).